# 巩晓彬
巩晓彬（1969年11月23日—），生于山东省济南市，中国职业篮球运动员和教练，司职大前锋他的弹跳好，速度快，技术全面，1999年被选为新中国篮球50杰。

## 篮球生涯

### 球员时期
巩晓彬出生在一个篮球世家，父母都曾是篮球运动员，母亲高勤芳更是前中国女篮主力国手。1982年，巩晓彬入选了山东少年足球队，已经表现出不俗的实力，1986年，巩晓彬改行篮球，进入山东青年篮球队，翌年进入一队，并入选了中国青年队。在1988年的第一届届全国城市运动会上巩晓彬的篮球天赋得以全面展现，在比赛中他有着出色的表现并入选城运会十佳运动员。1989年，巩晓彬首次入选中国国家男子篮球队，他多次夺得亚洲篮球锦标赛和亚洲运动会篮球比赛的冠军，同时也是1994年世界男子篮球锦标赛和1996年奥运会，中国打入赛事八强的球队成员。2002年，巩晓彬以33岁的年龄再次被征招入国家队参加了世锦赛和亚运会。
在CBA联赛中，巩晓彬一直是山东男篮的主力核心球员，曾获得过1997-98赛季CBA得分王以及CBA最有价值球员称号，带领除八一队之外唯一一支全华班的山东队拿到该赛季常规赛第二名，并两次力助球队夺得联赛第三名，也曾跟随山东篮球队在八运会中打入四强。

### 执教时期
2003年，巩晓彬正式退役，出任山东男篮主教练。2012/13赛季，巩晓彬率领山东黄金队历史上首次打进CBA总决赛，最后屈居亚军。2015年6月，巩晓彬从山东队辞职，转投青岛双星男篮，担任球队主教练兼总经理。
2019年4月23日，巩晓彬出任山东西王篮球俱乐部主教练兼任俱乐部总经理。
2020年6月11日，巩晓彬擔任山東省籃球協會會長。
2021年4月27日，巩晓彬涉嫌酒后驾驶，本人发出公开信承认酒驾并致歉。